# 克卜勒444
克卜勒444（Kepler-444，或稱為KOI-3158、KIC 6278762、2MASS J19190052+4138043、BD+41 3306）是一顆年齡約118億年（約宇宙年齡的80%）的恆星。距離地球約117光年（36秒差距），在天球上位於天琴座。2015年1月27日，克卜勒太空望遠鏡團隊報告宣稱在該恆星旁發現5顆類地行星。

## 發現
克卜勒444行星系搜尋的初步結果於2013年在第2次克卜勒太空望遠鏡科學研討會上首次發表。該會議上將克卜勒444編號為KOI-3158。

## 概要
克卜勒444的年齡約118億年（太陽年齡約46億年），大約是宇宙年齡的80%。它是光譜型 K0 的橙矮星主序星。
對克卜勒444的原創性研究論文於2015年1月27日在《天文物理期刊》以標題〈An ancient extrasolar system with five sub-Earth-size planets〉發表，並且論文作者人數多達40人。論文摘要如下：
"擁有體積較小系外行星（約小於地球半徑4倍）的恆星化學組成似乎比擁有氣體巨行星的恆星更加多樣化，並且傾向富含金屬。這意味著體積較小的系外行星似乎更容易在較缺乏金屬的早期宇宙中形成。我們對克卜勒太空望遠鏡對克卜勒444這顆位於厚銀盤內，有5顆體積在水星和金星之間的緊湊行星系的年老的貧金屬類太陽恆星觀測結果進行報告。我們確認該系統有5顆行星，並且經由凌星測光法得知行星本身和軌道的細節參數。克卜勒444是可偵測到類似太陽振盪模式的恆星中密度最高者。我們以星震學法直接量測克卜勒444得年齡為112±1億年，這代表該恆星在不到今日宇宙年齡20%的時期形成，使它成為擁有類地行星的最古老行星系。因此，我們發現體積相當於地球的行星在過去宇宙138億年歷史中大部分時期存在，這使星系中古老生命的存在成為可能。克卜勒444的年齡不只表示厚銀盤中的恆星擁有銀河系中第一代行星，而且也可以幫助查明行星開始形成的年代。

## 行星系
| 成員 (依恆星距離) | 质量 | 半長軸 (AU) | 轨道周期 (天) | 離心率 | 傾角   | 半径     |
| ----------------- | ---- | ----------- | ------------- | ------ | ------ | -------- |
| b                 | —    | 0.04178     | 3.60001053    | 0.16   | 88°    | 0.4 R⊕   |
| c                 | —    | 0.04881     | 4.5458841     | 0.31   | 88.2°  | 0.497 R⊕ |
| d                 | —    | 0.06        | 6.189392      | 0.18   | 88.16° | 0.53 R⊕  |
| e                 | —    | 0.0696      | 7.743493      | 0.1    | 89.13° | 0.546 R⊕ |
| f                 | —    | 0.0811      | 9.740486      | 0.29   | 87.96° | 0.741 R⊕ |

所有5顆岩石質系外行星（克卜勒444b、c、d、e、f）都被確認存在，並且體積都介於水星和金星之間，軌道週期均少於10日。這個行星系極為緊湊，即使距離母恆星最遠的克卜勒444f，軌道半徑仍遠小於水星軌道。並且體積最小的克卜勒444b其半徑只有地球的40.3%。根據美国国家航空航天局（NASA）的資料，這5顆恆星因為距離母恆星極近，因此表面溫度過高，使我們已知的生命型態無法生存

## 外部連結
- NASA – Kepler-444/KOI-3158（页面存档备份，存于） at The NASA Exoplanet Archive（英语：NASA Exoplanet Archive）
- NASA – Kepler-444b（页面存档备份，存于）/c（页面存档备份，存于）/d（页面存档备份，存于）/e（页面存档备份，存于）/f（页面存档备份，存于） at Extrasolar Planets Encyclopaedia